# Вергара, Си Джей
Си Джей Вергара (англ. C.J. Vergara; род. 18 июня 1991 года) — американский боец смешанных единоборств, выступающий в наилегчайшем весе UFC.

## Ранние годы
Вергара начал тренироваться под руководством Пита Спратта в его зале муай-тай в родном Техасе. Вергара начал тренироваться в семнадцать лет, и его мечтой было стать бойцом UFC с тех пор, как он себя помнил. Вергара заявил, что «Всегда любил рукопашный бой». Он помнит, как играл в видеоигры, такие как Mortal Kombat, которые в конечном итоге повлияли на него и подтолкнули влюбиться в смешанные боевые искусства. Хотя на протяжении всей своей карьеры он получил несколько травм, это его не остановило.

## Карьера в смешанных единоборствах

### Ранняя карьера
Вергара дебютировал в смешанных единоборствах в 2012 году, его рекорд составлял 8-2, прежде чем он дебютировал в Dana White's Contender Series в 2021 году. На протяжении своей ранней карьеры он одержал победы над Джейкобом Сильвой, Хосе Сото-младшим и многими другими бойцами.
Ultimate Fighting Championship
Вергара дебютировал в UFC 6 ноября 2021 года на UFC 268 против Ода Осборна. На взвешивании Вергара весил 127,4 фунта, что на 1,4 фунта больше лимита наилегчайшего веса для нетитульных боев. Это означало, что бой будет проходить в промежуточном весе и Вергара будет оштрафован на 20% от индивидуального гонорара и они достанутся Осборну. Вергара проиграл бой единогласным решением судей.
Вергара встретился с Клейдсоном Родригесом 7 мая 2022 года на UFC 274, выиграв бой раздельным решением судей. После боя Вергара заявил, что сомневается в своей победе, поскольку бой был очень близким, и предположил, что проиграл бой.
Вергара встретился с новичком UFC Тацуро Таирой 15 октября 2022 года на UFC Fight Night 212. На взвешивании Вергара весил 129 фунтов, что на три фунта больше лимита наилегчайшего веса для нетитульного боя. Бой проходил в промежуточном весе, и Вергара был оштрафован на 30% своего гонорара, который достался Таире. Он проиграл бой, после приименного Тацурой «рычага локтя» во втором раунде.
Вергара встретился с Даниэлем да Силвой 25 марта 2023 года на UFC on ESPN 43. После нокдауна в первом раунде Вергара вернулся и выиграл бой техническим нокаутом во втором раунде. Этот бой принес ему премиюу «Бой вечера».
Вергара встретился с Винисиусом Сальвадором 29 июля 2023 года на UFC 291. На взвешивании Винисиус Сальвадор весил 128,5 фунтов, что на два с половиной фунта больше лимита наилегчайшего веса для нетитульного боя. Бой проходил в промежуточном весе, и Сальвадор был оштрафован на 20 процентов своего гонорара, который достался Вергаре. Вергара выиграл бой единогласным решением судей.
Вергара встретился с Асу Алмабаевым 9 марта 2024 года на UFC 299. На взвешивании Вергара весил 127 фунтов, что на один фунт больше лимита наилегчайшего веса для нетитульных боев. Бой прошёля в промежуточном весе, и 30 процентов гонорара Си Джея достались Алмабаеву. Вергара проиграл бой единогласным решением судей, что стало третьим боем UFC, в котором он не уложился в вес и проиграл.
Вергара должен был встретиться с Азатом Максумом 3 августа 2024 года на UFC на ABC 7. Однако Максум снялся из-за травмы, и бой был отменен.
Вергара встретился с новичком промоушена Рамазонбеком Темировым 12 октября 2024 года на турнире UFC Fight Night 244. Вергара проиграл бой техническим нокаутом в первом раунде.

### Смешанные единоборства
- Ultimate Fighting Championship
  - Обладатель премии «Лучший бой вечера» (один раз) против Даниэля да Силвы.

- Fury Fighting Championship
  - Чемпион FFC в наилегчайшем весе (один раз)

## Статистика в профессиональном ММА
| Боёв 20  | Побед 12 | Поражений 7 |
| -------- | -------- | ----------- |
| Нокаутом | 7        | 1           |
| Сдачей   | 0        | 3           |
| Решением | 5        | 3           |
| Ничьи    | 1        | 1           |

| Результат | Рекорд | Соперник             | Способ                           | Турнир                                | Дата             | Раунд | Время | Место                  | Примечание |
| --------- | ------ | -------------------- | -------------------------------- | ------------------------------------- | ---------------- | ----- | ----- | ---------------------- | --- |
| Поражение | 12-7-1 | Эдгар Чайрес         | Сдача (удушение сзади)           | UFC on ESPN: Морено vs. Эрцег         | 29 марта 2025    | 1     | 2:30  | Мехико, Мексика        | |
| Поражение | 12-6-1 | Рамазан Темиров      | Технический нокаут (удары)       | UFC Fight Night: Ройвал vs. Таира     | 13 октября 2024  | 1     | 2:50  | Лас-Вегас, США         | |
| Поражение | 12-5-1 | Асу Алмабаев         | Единогласное решение             | UFC 299                               | 9 марта 2024     | 3     | 5:00  | Майями, США            | Бой в промежуточном весе (127 фунтов), Вергара не уложился в вес.                                                                           |
| Победа    | 12-4-1 | Винисиус Сальвадор   | Единогласное решение             | UFC 291                               | 29 июля 2023     | 3     | 5:00  | Солт-Лейк-Сити, США    | Бой в промежуточном весе (128,5 фунтов), Сальвадор не уложился в вес.                                                                       |
| Победа    | 11-4-1 | Даниэль да Силва     | Технический нокаут (удары)       | UFC on ESPN: Вера vs. Сэндхэген       | 25 марта 2023    | 2     | 4:04  | Сан-Антонио, США       | "Лучший бой вечера". |
| Поражение | 10-4-1 | Тацуро Таира         | Сдача (рычаг локтя)              | UFC Fight Night: Грассо vs. Араужу    | 15 октября 2022  | 2     | 4:19  | Лас-Вегас, Невада, США | Бой в промежуточном весе (129 фунтов), Вергара не уложился в вес.                                                                           |
| Победа    | 10-3-1 | Клейдсон Родригес    | Раздельное решение               | UFC 274                               | 7 июня 2022      | 3     | 5:00  | Финикс, США            | |
| Поражение | 9-3-1  | Ода Осборн           | Единогласное решение             | UFC 268                               | 6 ноября 2021    | 3     | 5:00  | Нью-Йорк, США          | Бой в промежуточном весе (127,4 фунта), Вергара не уложился в вес.                                                                          |
| Победа    | 9-2-1  | Бруну Кореа          | Нокаут (удары коленями в корпус) | Dana White's Contender Series 38      | 7 сентября 2021  | 1     | 0:41  | Лас-Вегас, США         | |
| Победа    | 8-2-1  | Джейкоб Сильва       | Технический нокаут (удары)       | Fury FC 44                            | 6 марта 2021     | 3     | 2:38  | Сан-Антонио, США       | Завоевал титул чемпиона Fury FC в наилегчайшем весе.                                                                                        |
| Победа    | 7-2-1  | Шон Солис            | Нокаут (удар коленом)            | Fury FC 38                            | 27 октября 2019  | 3     | 4:05  | Сан-Антонио, США       | Первоначально бой за титул чемпиона Fury FC в наилегчайшем весе, но Вергара не уложился в вес (128,2 фунта) и не имел права выиграть титул. |
| Победа    | 6-2-1  | Эмерсон Гарсия       | Технический нокаут (удары)       | Fury FC: Fight Night San Antonio      | 21 июня 2019     | 1     | 2:30  | Сан-Антонио, США       | Бой в промежуточном весе (130 фунтов). |
| Победа    | 5-2-1  | Рамиро Руис Кастильо | Технический нокаут (удары)       | Fury FC 30                            | 3 марта 2019     | 1     | 0:54  | Даллас, США            | |
| Поражение | 4-2-1  | Девин Миллер         | Сдача (удушение сзади)           | LFA 40                                | 25 марта 2018    | 1     | 0:54  | Даллас, США            | Дебют в легчайшем весе. |
| Ничья     | 4-1-1  | Эмерсон Гарсия       | Решением большинства             | Fury FC 14                            | 19 ноября 2016   | 3     | 5:00  | Сан-Антонио, США       | |
| Победа    | 4-1    | Хосе Сото-младший.   | Единогласное решение             | RFA 41                                | 29 июля 2016     | 3     | 5:00  | Сан-Антонио, США       | Бой в промежуточном весе (130 фунтов). |
| Поражение | 3-1    | Джонатан Мартинес    | Раздельное решение               | Fury FC 3                             | 24 января 2015   | 3     | 5:00  | Сан-Антонио, США       | |
| Победа    | 3-0    | Джонатан Рамирес     | Технический нокаут (удары)       | Legacy FC 23                          | 13 сентября 2013 | 1     | 2:43  | Сан-Антонио, США       | |
| Победа    | 2-0    | Акира Смит           | Единогласное решение             | Kickass Productions: Crown Center MMA | 28 июня 2013     | 3     | 5:00  | Остин, США             | Дебют в наилегчайшем весе. |
| Победа    | 1-0    | Лерой Мартинес       | Единогласное решение             | ABG Promotions: Alamo Showdown 5      | 17 ноября 2012   | 3     | 5:00  | Сан-Антонио, США       | Дебют в легчайшем весе. |